# Les Allumeuses (bande dessinée)
Pour les articles homonymes, voir Allumeuse.
Les Allumeuses est un album de bande dessinée français de François Maingoval (scénario) et Cha (dessin).

## Publication
- Casterman, coll. « KSTЯ », novembre 2007.

## Prix
- 2008 grand prix du meilleur album de l'année au Festi BD de Moulins